# Крестовая кобылка
Крестовая кобылка (лат. Arcyptera microptera) — вид саранчовых из семейства Acrididae (Gomphocerinae). Евразия.

## Распространение
Европа, Кавказ, Малая Азия, Иран, Средняя Азия, Западная Сибирь, Монголия, Дальний Восток.

## Описание
Длина 2—3 см. Голова с теменными ямками. Усики нитевидные, короткие. Надкрылья длинные, достигают середины задних бёдер. Задние крылья неокрашенные. Переднегрудь с маленьким бугорком в нижней части и резкими боковыми килями. Голени задней пары ног окрашены в красный цвет. Номинативный подвид A. m. microptera (известный как Крестовая кобылка) вредит злаковым, картофелю, табаку, хлопчатнику, а также пастбищным и сенокосным угодьям.

## Классификация
Подвиды:
- A. m. altaica (Mistshenko, 1951)
- A. m. carpentieri Azam, 1907
- A. m. crassiuscula (Zubovski, 1898)
- A. m. elbursiana Bey-Bienko, 1948
- A. m. insularis (Mistshenko, 1951) — Островная крестовая кобылка
- A. m. jailensis Miram, 1927
- A. m. karadagi Karabag, 1956
- A. m. microptera (Fischer von Waldheim, 1833) — Крестовая кобылка
- A. m. transcaucasica Uvarov, 1927
- A. m. turanica Uvarov, 1925

Синонимы:
- Oedipoda microptera Fischer von Waldheim, 1833
- Pararcyptera microptera (Fischer von Waldheim, 1833)

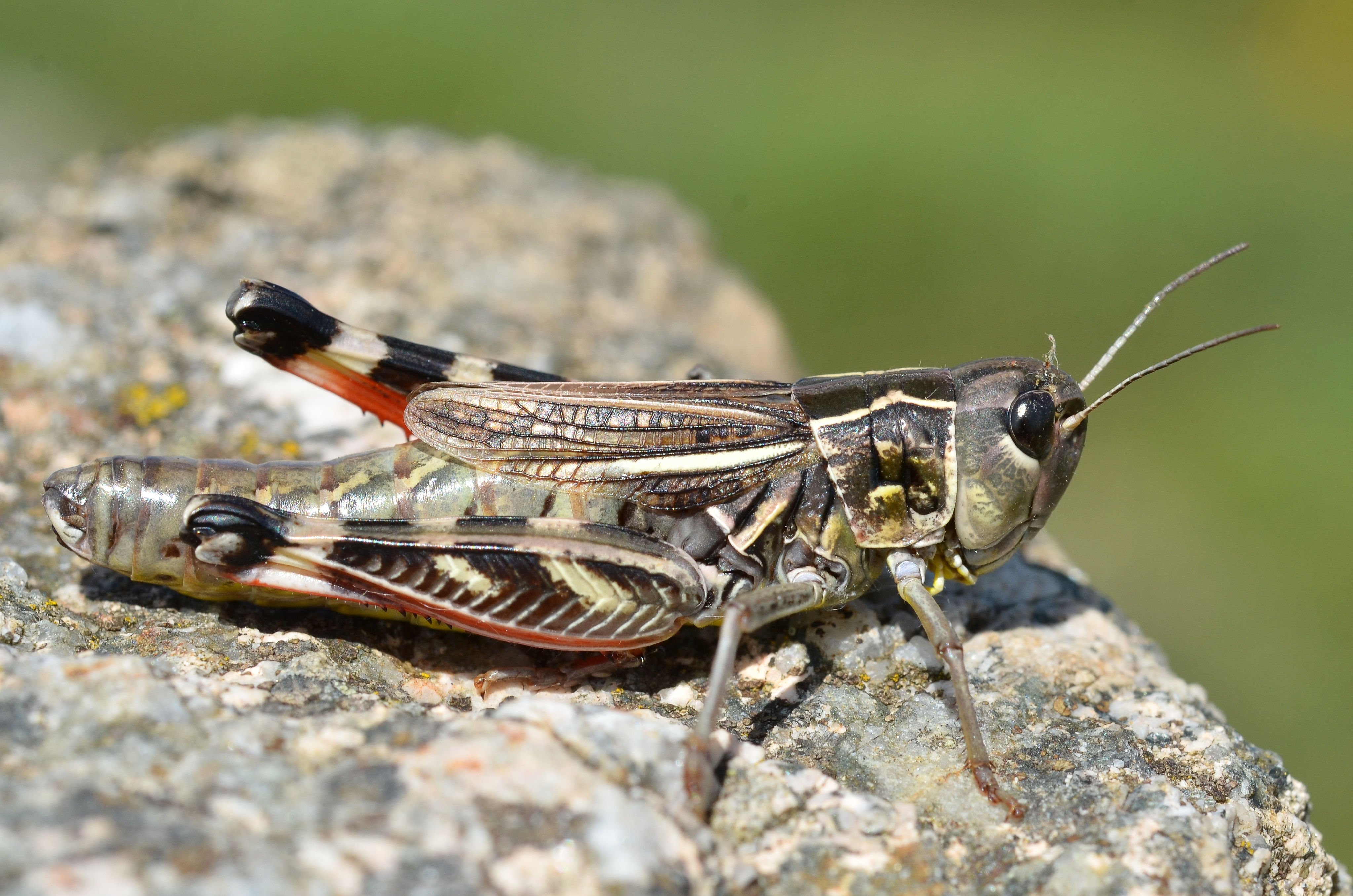
Самка Arcyptera microptera carpentieri